# Gól

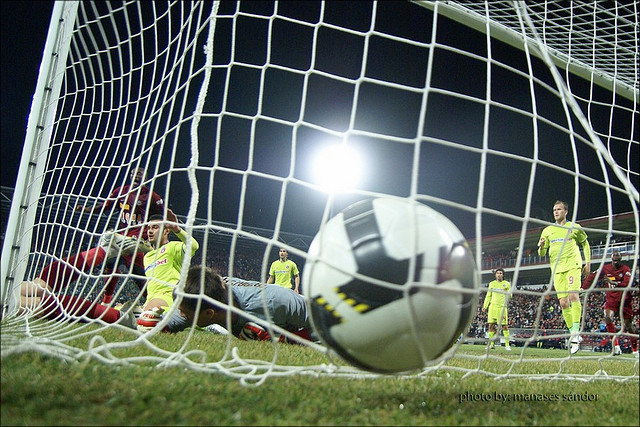
Gól egy labdarúgó-mérkőzésen

Gólnak nevezik azt az eseményt többféle csapatsportágban, amelynek során a labda vagy a korong a kapus által védett kapuba jut, azaz túljut a gólvonalon (a pálya alapvonalának a két kapufa által határolt részén).

## Érintett sportágak
- gyeplabda
- jégkorong
- kézilabda
- labdarúgás
- lovaspóló
- vízilabda
- floorball

## Szerepe a mérkőzés eredményének megállapításában
- A gólra játszott sportágakban a mérkőzések eredményét a csapatok által elért érvényes gólok száma adja meg. Az a csapat a győztes, amely több érvényes gólt ért el a mérkőzés folyamán. A mérkőzés eredménye döntetlen, ha mindkét csapat egyenlő számú gólt ért el illetve egyik csapat sem ér el gólt.
- Mivel a labdarúgó-játékvezető dönti el egy-egy gól érvényességét, e döntésének támogatására az utóbbi években új műszaki megoldásokat, gólbíró-technológiát fejlesztenek ki.

## Szerepe bajnokságok eredményszámításában
- Az egyes bajnokságokban a helyezések (illetve a végeredmény) eldöntése több azonos pontszámú csapat között e csapatok eredményeinek gólaránya vagy gólkülönbsége alapján történhet.
- A gólarány számításánál ezzel szemben a hányados alakulására egy-egy elért illetve kapott gól eltérő hatású.
- A gólkülönbséget ezzel szemben minden egyes elért gól 1-gyel növeli, egy-egy kapott gól pedig 1-gyel csökkenti.
- A két rendszer közül a gólkülönbség jobban ösztönöz a nyitottabb csapatjátékra.
- A gólarány számítását Magyarországon a labdarúgásban az 1970–1971-es bajnokság kiírásakor váltotta fel a gólkülönbség számítása.
- Ha a bajnokságban 2 csapat ugyanannyi ponttal rendezkedik, akkor a gólarány dönti el (akinek jobb, az lesz előrébb).

## A szabályos gól fogalma
- Gólt kell ítélni, amikor a labda teljes terjedelmével áthalad a kapuvonalon a kapufák között és a keresztléc alatt, feltéve, hogy a gólt elérő csapat ezt megelőzően nem követett el szabálysértést.
- Akkor szabályos egy gól, ha az adott sportág szabályainak megfelelő körülmények között esik.
- Szabálytalan egy gól, ha például a labda nem jut át teljes terjedelmével a gólvonalon, esetleg szabálytalanság előzte meg.

## A gól érvényessége
- Érvényes: Érvényes a gól, ha a játékvezető megadja, függetlenül attól, hogy szabályos-e vagy sem.
- Érvénytelen: Érvénytelen a gól, ha a játékvezető nem adja meg, függetlenül attól, hogy szabályos-e vagy sem.

## Különleges gólok

### Hirtelen halál (Aranygól és ezüstgól)
A hirtelen halál a hosszabbítás egy formája volt, amelyet 2004. július 1. óta nem alkalmaznak. Amikor a rendes játékidő letelte után döntetlen az eredmény, akkor hosszabbításban kell eldönteni a mérkőzés végeredményét. A hirtelen halál szabályai megegyeznek az előbb leírt szabállyal, egy fontos különbséggel: a két csapat a hosszabbításban addig játszik, amíg valamelyik csapat gólt ér el (aranygól). Ebben a pillanatban a játékot a játékvezető lefújja, és a gólt elért csapat nyeri a mérkőzést. A hirtelen halál másik formája volt a rövid időre bevezetett ezüstgól, ami abban különbözött az aranygóltól, hogy a 2 x 15 perces hosszabbításnak azt a félidejét amelyben a gól született még lejátszották, hogy az ellenfélnek még legyen ideje egyenlíteni. Így előfordulhatott, hogy egy mérkőzés 105 perces volt.
Ezekben a formákban sem lehet 120 percnél hosszabb ideig játszani, kivéve a hosszabbítások idejét. Ha 120 perc elteltével még mindig döntetlen az eredmény, akkor vége a mérkőzésnek és büntetőpárbajt kell elrendelni.

### Büntetőpárbaj
Ha egy kupa- vagy továbbjutásért folytatott mérkőzésen az eredmény a rendes játékidőben és a hosszabbításban is döntetlen, büntetőpárbaj dönti el, hogy melyik csapat jut tovább, vagy nyeri meg az adott mérkőzést.
A büntetőpárbajban csak olyan játékos vehet részt, aki a mérkőzés lefújása pillanatában a játéktéren tartózkodott, tehát akit lecseréltek, vagy még nem cseréltek be, nem állhat be 11-est rúgni. Ilyenkor a két kapuson és a 11-est lövő játékoson kívül minden játékos a kezdőkörben várakozik az egyik asszisztens felügyeletével. A másik asszisztens a gólvonalnál figyeli, hogy a labda áthaladt-e a gólvonalon. A játékvezető az „öt és feles” sarkának közelébe, a másik kapus a büntető területen kívül várakozik.
Mindkét csapat először 5–5 büntetőt rúg, majd ha ez alatt nincs meg a döntés, felváltva addig folytatják a büntetőrúgást, amíg valaki be nem rúgja és a másik csapat ki nem hagyja. (Előfordul, hogy nem kell mind a 10 büntetőt elvégezni, mert az egyik csapat akkora előnyre tesz szert, hogy már akkor sem lehet behozni, ha a másik minden hátralévő tizenegyesét berúgná, ők pedig mindet kihagynák.)
A büntetőpárbajban a 11-es elrúgására ugyanazok a szabályok vonatkoznak, mintha a mérkőzésen a rendes játékidőben vagy a hosszabbításban lenne 11-es, de a kipattanó lövéshez már nem lehet még egyszer hozzáérni.
A kapusnak pedig szigorúan a gólvonalon kell állnia, ha ez nem így történik, meg kell ismételni a 11-est.

### Az öngól
Öngól az, amikor egy csapat játékosa akaratlanul a saját kapujába juttatja a labdát úgy, hogy nagy részben hozzájárult ahhoz, hogy gól legyen.
Nem számít öngólnak az, ha például a kapus ujjáról pattan be a lövés, vagy a védekező játékosról egy olyan lövés pattan be a hálóba, ami valószínűleg egyébként is gól lett volna.